# Eudonia altissima
Eudonia altissima is een vlinder uit de familie van de grasmotten (Crambidae). De wetenschappelijke naam van de soort is voor het eerst geldig gepubliceerd in 1986 door Leraut.